# Sassacus cyaneus
Sassacus cyanea là một loài nhện trong họ Salticidae.
Loài này thuộc chi Sassacus. Sassacus cyaneus được Nicholas Marcellus Hentz miêu tả năm 1846.